# 1989 في بولندا
فيما يلي قوائم الأحداث التي وقعت خلال عام 1989 في بولندا.

## سياسة

### تعيين في المنصب
- 19 يوليو – فويتشخ ياروزلسكي رئيس بولندا..
- 24 أغسطس – تاديوس مازوفيتسكي رئيس مجلس وزراء بولندا.

## مواليد

### يناير
- 9 يناير – كينغا أشروك لاعبة كرة يد بولندية.
- 18 يناير – رافال أوميلكو منافِس أوليمبي بولندي.

### فبراير
- 14 فبراير – آدم ماتوتشيك
- 20 فبراير – أيغا فيرفال

### مارس
- 6 مارس – أنيشكا رادفانسكا لاعبة كرة مضرب بولندية.

### أبريل
- 3 أبريل – مايكل بيترزاك
- 11 أبريل – كريستيان زاليفسكي
- 12 أبريل – أرتور سزبيلكا ملاكم بولندي.
- 23 أبريل – كارولينا سويد أورنيبورج لاعبة كرة يد بولندية.
- 30 أبريل – أنجيليكا جاكوبوفسكا

### يونيو
- 15 يونيو – لوكاسز كراوكزوك منافِس أوليمبي بولندي.

### أغسطس
- 16 أغسطس – كاتارزينا باولوسكا درّاجة طريق بولندية.
- 19 أغسطس – ماتشيي ريبوس لاعب كرة قدم بولندي.

### سبتمبر
- 2 سبتمبر – آدم كشتوت
- 5 سبتمبر – غرزيغورز ساندومييرسكي لاعب كرة قدم بولندي.
- 12 سبتمبر – رافال مايكا درّاج طريق بولندي.
- 18 سبتمبر – ماتيوش كوسترزفسكي لاعب كرة سلة بولندي.
- 18 سبتمبر – ياكوب ووكاك لاعب كرة يد بولندي.
- 28 سبتمبر – رادوسلاف كامينسكي لاعب كرة قدم بولندي.

### أكتوبر
- 10 أكتوبر – ياكوب كرزيوينا عداء سرعة بولندي.
- 15 أكتوبر – آدم واكزينسكي لاعب كرة سلة بولندي.

### نوفمبر
- 22 نوفمبر – روبرت أورزشاوسكي لاعب كرة يد بولندي.

## وفيات

### يناير
- 12 يناير – زيجمونت هوبنر (مواليد 1930)

### مارس
- 29 مارس – يو ميهالي (مواليد 1902)

### يوليو
- 15 يوليو – ديتر أوغستين (مواليد 1934) ممثل ألماني.
- 19 يوليو – كازيميرز سابات (مواليد 1913)

### سبتمبر
- 1 سبتمبر – كازيميرز دينا (مواليد 1947) لاعب كرة قدم بولندي.

### أكتوبر
- 15 أكتوبر – ميخال رولا جيميرسكي (مواليد 1890) ضابط بولندي.